# Dwumian
Dwumian – suma dwóch jednomianów. Dwumian jest rodzajem wielomianu.

## Przykłady
- {\displaystyle 8+x}
- {\displaystyle x^{2}+y^{2}}
- {\displaystyle 2x^{2}y^{3}-4}

## Sprzężenie
Sprzężeniem dwumianu o wyrazach rzeczywistych nazywamy dwumian powstały z danego przez wzięcie elementu przeciwnego do drugiego wyrazu tego dwumianu. Sprzężeniem dwumianu {\displaystyle x+y} jest dwumian {\displaystyle x-y.} Jeżeli {\displaystyle y} jest liczbą urojoną, to sprzężenie takie nazywamy sprzężeniem zespolonym.

### Zastosowania
Sprzężenie wykorzystuje się m.in. do usuwania niewymierności z mianownika:
- {\displaystyle \left({\frac {1}{a+{\sqrt {b}}}}\right)\left({\frac {a-{\sqrt {b}}}{a-{\sqrt {b}}}}\right)={\frac {a-{\sqrt {b}}}{a^{2}-b}}}
- {\displaystyle {\frac {1}{2+2{\sqrt {3}}}}\cdot {\frac {2-2{\sqrt {3}}}{2-2{\sqrt {3}}}}={\frac {2-2{\sqrt {3}}}{2^{2}-2^{2}\cdot 3}}={\frac {2{\sqrt {3}}-2}{8}}={\frac {{\sqrt {3}}-1}{4}}.}